# Estación Ernestina
Ernestina es una estación ferroviaria ubicada en la localidad del mismo nombre, en el partido de 25 de Mayo, Provincia de Buenos Aires, Argentina.
Pertenece al Ferrocarril General Roca de la Red ferroviaria argentina, en el ramal que une la estación Empalme Lobos y Carhué.

## Servicios
No presta servicios de pasajeros desde el 30 de junio de 2016 debido a la suspensión de todos los servicios de la empresa Ferrobaires.
Se está proyectando la restitución de un servicio local con una formación de la empresa TecnoTren para una futura llegada a la localidad de 25 de Mayo.
El nuevo recorrido sería desde la Estación Empalme Lobos hasta la Estación 25 de Mayo haciendo parada en Antonio Carboni, Elvira, Ernestina, Pedernales, Norberto de la Riestra y Martín Berraondo.
La empresa Trenes Argentinos Cargas se hizo cargo de la traza ferroviaria hasta Bolívar retirándole el uso de vía a Ferroexpreso Pampeano S.A. y Ferrosur Roca.
Actualmente la estación presta servicio para la Policía Rural de la localidad.

## Ubicación
Ubicada a 144 km de la estación Constitución, se encuentra en la localidad de Ernestina, a 2 km del Río Salado y a la vera de la Ruta Provincial 40, a 12 km del tramo de la Ruta Provincial 30 que une las localidades de Roque Pérez y Chivilcoy.